# Крузенштерн, Оттон Акселевич
Оттон Акселевич фон Крузенштерн (эст. Friedrich Otto Axel von Krusenstern) (1880 — 1935) — российский и эстонский военный деятель, генерал-майор.

## Биография
Родился в семье генерал-майора Акселя-Фридриха-Карла-Панкратия Фридриховича (Фёдоровича) фон Крузенштерна (1851 — 1913), брат Константина Акселевича фон Крузенштерна (1883 — 1962), евангелически-лютеранского вероисповедания. В 1899 году окончил Пажеский корпус, на службе с 1 сентября 1897. Служил в лейб-гвардии Конно-Гренадерском полку, дислоцированном в Красном селе. Окончил Николаевскую академию Генерального штаба в 1905 по 1-му разряду, приписан к генеральному штабу и 25 июня того же года назначен в распоряжение начальника штаба главнокомандующего вооружёнными силами Дальнего Востока для ознакомления со службой генерального штаба в действующей армии. Участвовал в русско-японской войне, являлся помощником старшего адъютанта разведывательного отдела 2-й Маньчжурской армии. Окончил годовой курс Офицерской кавалерийской школы в 1906. Цензовое командование в течение двух лет эскадроном отбывал в лейб-гвардии Конно-Гренадерском полку со 2 ноября 1906 до 2 ноября 1908. Направлен старшим адъютантом штаба 1-й гвардейской кавалерийской дивизии, где проходил службу с 26 ноября 1908 до 14 августа 1913. Состоял старшим адъютантом штаба 50-й пехотной дивизии с 14 августа 1913 до 19 января 1914. Был штаб-офицером для поручений при штабе войск гвардии и Петербургского военного округа.
Участник Первой мировой войны, исполнял должность начальника отдела управления генерал-квартирмейстера штаба 6-й армии. 6 декабря 1914 года произведен в полковники.  С 24 декабря 1915 состоял в распоряжении начальника генерального штаба. В 1916 году исполнял должность начальника штаба 11-й кавалерийской дивизии. Начальник штаба Свеаборгской крепости с 21 декабря 1916. С 30 июля 1917 исполнял должность начальника штаба сухопутных войск подчинённых командующему флотом Балтийского моря. В 1918 вернулся из Гельсингфорса в Эстонию и поселился в Ревеле. В составе Северо-Западной армии состоял обер-квартирмейстером Северного корпуса. В конце апреля 1919 приказом генерала Й. Лайдонера вместо полковника Э. Г. Валя (отказавшегося открыто высказаться за независимость Эстонии), по настоянию генерала А. П. Родзянко, был назначен начальником штаба Северного корпуса. С 25 мая главный начальник тыла, с 31 августа начальник канцелярии военного министра. После выхода генерала Н. Н. Юденича из состава Северо-Западного правительства, с 3 декабря 1919 в резерве чинов при штабе армии. Остался жить в Эстонии, где владел рекламным агентством «IRA». На правах эксперта входил в состав эстонской делегации на эстонско-французских переговорах по заключению торгового договора, осенью 1921 — зимой 1922. В начале 1930 переехал в Бразилию, где и скончался.